# Pogoń Lwów (hokej na lodzie)
Pogoń Lwów – polski klub hokeja na lodzie z siedzibą we Lwowie. Klub został rozwiązany.
Zespół działał jako sekcja klubu LKS Pogoń Lwów. Pod koniec lat 20. sekcja dysponowała lodowiskiem na Gdańsku. Kierownikiem sekcji był Franciszek Kallik.

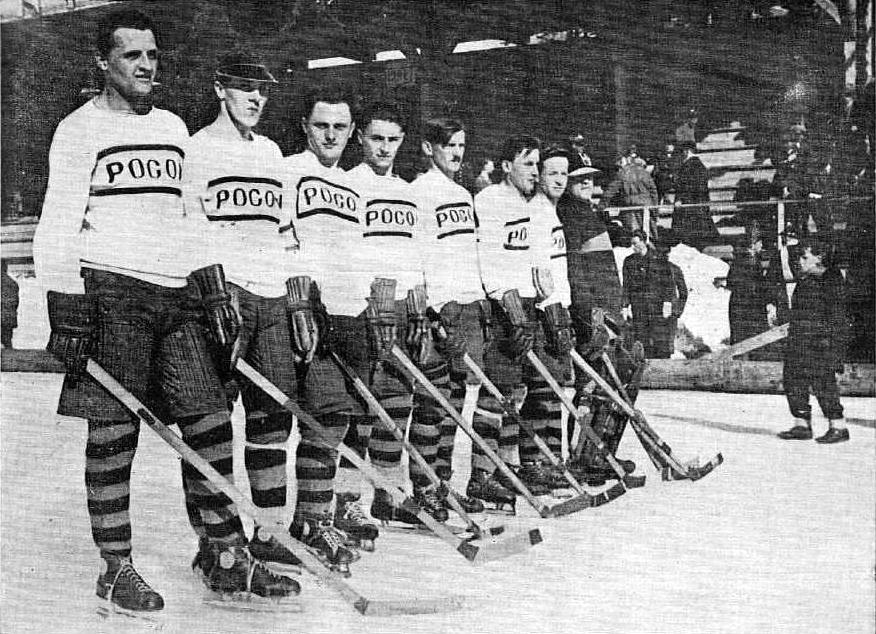
Drużyna Pogoni – wicemistrz Polski w hokeju na lodzie z 1929

## Sezony
Drużyna Pogoni jest czterokrotnym medalistą mistrzostw Polski: raz złotym (1933), dwa razy srebrnym (1929, 1930) i raz brązowym (1927).
- 1927: 3. miejsce
- 1928: 4. miejsce
- 1929: 2. miejsce
- 1930: 2. miejsce
- 1931: 4. miejsce
- 1933: 1. miejsce (ex aequo z Legią Warszawa)
- 1935: 5-6. miejsce
- 1937: 7. miejsce